# 考德威爾鎮區 (北卡羅萊納州卡托巴縣)
考德威爾鎮區（英語：Caldwell Township）是位於美國北卡羅萊納州卡托巴縣的一個鎮區。

## 地方資料
考德威爾鎮區的面積為92.46平方千米，皆為陸地。根據2020年美國人口普查的數據，當地共有人口8481人，而人口密度為每平方千米91.73人。